# Peter Boyle
Peter Lawrence Boyle (Norristown, Pennsilvània, 18 d'octubre de 1935 - Nova York, 12 de desembre de 2006) va ser un actor estatunidenc guanyador d'un Premi Emmy el 1996 pel seu paper com a actor invitat a la sèrie de televisió The X-Files. En els seus darrers anys va intervenir en la sèrie Everybody Loves Raymond com Frank Barone, en la seva filmografia hi ha pel·lícules com El jove Frankenstein o Taxi Driver.

## Biografia
Era fill d'un presentador de televisió i en un amient de religió catòlica. A Filadèlfia estudià al col·legi de La Salle i a la Universitat de La Salle de Pennsilvània. S'enrolà a la Marina dels Estats Units, però una crisi nerviosa va interrompre la seva carrera militar. A Nova York, Peter estudià amb la professora d'actrius i actors Uta Hagen.
Aconseguí el seu primer paper de protagonista a la pel·lícula Joe el 1970. Va fer el paper d'un taxista a Taxi Driver.
Va morir per problemes cardíacs el 2006.

## Filmografia
- 1970: Joe de John G. Avildsen
- 1972: El candidat (The Candidate) de Michael Ritchie
- 1973: The Friends of Eddie Coyle de Peter Yates
- 1973: Ghost in the Noonday Sun de Peter Medak
- 1974: Frankenstein Junior de Mel Brooks
- 1976: El corsari Roig (Swashbuckler) de James Goldstone amb Robert Shaw, James Earl Jones
- 1976: Taxi Driver de Martin Scorsese
- 1977: Tail Gunner Joe de Jud Taylor (telefilm): Senador Joseph McCarthy
- 1979: Porno dur (Hardcore) de Paul Schrader
- 1979: F.I.S.T. de Norman Jewison
- 1979: Més enllà de l'aventura del Posidó (Beyond the Poseidon Adventure) de Irwin Allen
- 1980: Where the Buffalo Roam d'Art Linson
- 1981: Outland de Peter Hyams
- 1982: Hammett de Wim Wenders
- 1984: Johnny perillosament (Johnny Dangerously) d'Amy Heckerling
- 1987: Capitulació (Surrender)
- 1988: Danko (Red Heat) de Walter Hill
- 1989: Els bojos del Cannonball 3 (Speed Zone!) de Jim Drake
- 1989: The Dream Team de Howard Zieff
- 1990: Catàstrofe solar (Solar Crisis) de Richard C. Sarafian
- 1990: Els padrins (Men of Respect)
- 1990: Challenger de Glenn Jordan (TV)
- 1991: Kickboxer 2 d'Albert Pyun
- 1992: Malcolm X de Spike Lee
- 1992: Lluna de mel per a tres (Honeymoon in Vegas)
- 1994: The Shadow de Russell Mulcahy
- 1994: The Santa Clause de John Pasquin
- 1995: While you were sleeping de Jon Turtletaub
- 1995: The X-Files, Temporada 3, episodi 4
- 1997: Dr. Dolittle de Betty Thomas
- 2001: Monster's Ball de Marc Forster
- 2002: Pluto Nash (The Adventures of Pluto Nash) de Ron Underwood
- 2008: All Roads Lead Home de Dennis Fallon

## Premis i nominacions

### Premis
- 1996: Primetime Emmy al millor actor convidat en sèrie dramàtica per The X Files

### Nominacions
- 1977: Primetime Emmy al millor actor en especial còmic o dramàtic per Tail Gunner Joe
- 1989: Primetime Emmy al millor actor convidat en sèrie dramàtica per Midnight Caller
- 1999: Primetime Emmy al millor actor secundari en sèrie còmica per Everybody Loves Raymond
- 2000: Primetime Emmy al millor actor secundari en sèrie còmica per Everybody Loves Raymond
- 2001: Primetime Emmy al millor actor secundari en sèrie còmica per Everybody Loves Raymond
- 2002: Primetime Emmy al millor actor secundari en sèrie còmica per Everybody Loves Raymond
- 2003: Primetime Emmy al millor actor secundari en sèrie còmica per Everybody Loves Raymond
- 2004: Primetime Emmy al millor actor secundari en sèrie còmica per Everybody Loves Raymond
- 2005: Primetime Emmy al millor actor secundari en sèrie còmica per Everybody Loves Raymond